# Копальня Седада
Копальня Седада (Sedada, As Saddada) – гірничодобувне підприємство у Лівії, розташоване дещо більш ніж за сотню кілометрів на південний захід від Місурати.
Копальня, що почала роботу в 1989 році, здійснює видобуток вапняку та доломіту для задоволення потреб металургійного комбінату в Місураті, при цьому і комбінат і копальня належать компанії Libyan Iron and Steel Company (LISCO). Розробка ведеться відкритим способом.
Присвячений мінеральним ресурсам Лівії довідник від 2019 року визначає річну продуктивність копальні у 88 тисяч тонн. В той же час, за даними LISCO від 2023 року при роботі комбінату на повній потужності він потребує 136 тисяч тонн вапняку та доломіту на рік (втім, фактичне завантаження сталеплавильного переділу підприємства станом на початок 2020-х становить біля 40%).